# Дубаневичі
Дубане́вичі — село в Україні, у Львівському районі Львівської області.

## Географічні дані
Село Дубаневичі належить Городоцькій міській громаді, розташоване в західній частині колишнього Городоцького району Львівської області за 2 км на північ від 47-го км автодороги № 24 Львів — Ужгород, за 6 км від залізничної станції Коропуж і за 6,5 км від залізничної станції Рудки, за 18 км від районного центру Городок.
Село розташоване на Сянсько-Дністровській вододільній увалисто-горбистій височині Передкарпаття. Ця височина займає середню частину Сянсько-Дністровського межиріччя, де проходить Головний європейський вододіл. У межах Городоцького району цей вододіл простягається з південно-східної сторони села Вишня, проходить південними околицями села Дубаневичі, перетинає автошлях Львів — Самбір, оминає село Градівка з південної і східної частини і різко повертає на північ у напрямку на Городок. Отже, топографічно село Дубаневичі займає привододільне положення. Сянсько-Дністровська височина простягається від долини р. Вирви на заході до правобережжя р. Вишні на сході, де і лежить село Дубаневичі. Абсолютні висоти в цій частині височини 300—340 м.
З погляду тектонічного районування, територія села належить до зовнішньої зони Передкарпатського прогину. На глибині 1600—1800 м є розвідані поклади вуглеводнів (законсервовані); виходи глини і піску на поверхню спостерігаються в південній і західній околиці села. Глина з урочища «Бугайчик» використовувалась Рудківським цегельним заводом для виробництва глини і керамічних виробів. У західній частині села є два піщані кар'єри, які взагалі зараз закриті. На північному заході від села в урочищі «Колоди», значна частина якого заболочена, є невеликі поклади торфу. Колись торф звідти місцеві жителі використовували для опалення своїх осель. (1; 3)
На території села й околиць переважають сірі лісові ґрунти, чорноземи опідзолені, а також лучно-болотні, дерново-підзолисті. У 80-х роках XX ст. на значній території площ села була проведена меліорація.
Західна й північно-східна околиці села заліснені мішаними лісами, у яких переважають такі види дерев: дуб, сосна, смерека, ялина, береза, граб, липа, клен, вільха та інш. Трав'янистий покрив лісів представлений барвінком, воронячим оком, папороттю, фіалкою лісовою, конвалією, суницями тощо.
Фауну лісів представляють вепр, лисиця, сарна європейська, заєць-русак. Найпоширенішими птахами є сорока, ворона, горобець, дятел, зозуля, жайворонок, перепілка, куріпка, синиця.
Територія села відрізняється м'яким, як для помірного поясу, кліматом. Середні температури січня тут перебувають на рівні −4º С, а липня — +18ºС.
Горбиста місцевість, на якій розташоване село, зумовлює і те, що тут трохи менша кількість опадів, ніж в інших населених пунктах Городоцького району, рідше бувають приморозки пізньою весною. Кількість опадів в середньому за рік становить 650—750 мм. Літом є типовими грози з градом.
Часто бувають і шквальні вітри. (9; 48)

## Назва
Існує декілька легенд про походження села Дубаневичі. Одна із них розповідає, як князь Невич програв у суперечці дубовий ліс своєму другу. Той з часом вирубав ліс і заснував село під назвою «Дуби Невича» — Дубаневичі. Найправдоподібнішою з переказів та легенд про заснування села є та, у якій сказано, що в давнину на території села і його околицях був суцільний дубовий ліс, який поступово став вирубуватися місцевими жителями. Від дубового лісу і назва «Дубаневичі». Про достовірність цього переказу свідчить і той факт, що в околицях села поширені опідзолені чорноземи, а такий тип ґрунту утворюється з первинних чорноземів шляхом опідзолення під пологом лісу, що підтверджує достовірність походження цієї назви. (2; 18)

## Історія
Село виникло в першій половині ХІІІ століття. Перша письмова згадка про село Дубаневичі датована 1292 роком. У грамоті князя Лева Даниловича, яка називалась «А се лист князь Ильвовъ на Добаньвичь» без дати (приблизно 1266—1301 рр.), сказано, що князь передає село Дубаневичі двом братам литвинам Тутенію і Монтсіці. Сама грамота не збереглася. Проте копія грамоти була внесена у Львівську гродську книгу між 1443 і 1446 роком. При копіюванні грамоти з'явились її варіанти і різночитання, на що вказував М. Грушевський.(19; 221)

### Середньовіччя
Слід відзначити, що історія села досліджена досить слабо, особливо епоха середньовіччя. Даних про цей період розвитку села залишилось небагато. Дубаневичі зазнало нападу монголо-татар, неодноразово було спалене, але відбудовувалось, розросталось. Відомо, що наприкінці XVI ст. село належало Яну Острогу[джерело?]. Польський дослідник Владислав Лозінський пише про Яна Острога, який дістав в посаг за жінкою, дочкою Яна Мєлєцького, місто Комарне, що він був одним з найкращих господарів, посідав великі села та маєтки, не віддавав їх у заставу, а сам господарював. Він дбав про понирвацію лісів, у той час, коли інші власники випалювали ліси на «поташі». Острог залісив цілі обшири дубиною, обсадив свій двір у Львові, Комарно, Дубаневичах тополями, тисячами верб, огородив будинки і дбав про охорону звірини.(20; 452)

### За Австрії
Пізніше відомості про село відносяться до початку XIX століття. В цей період власниками Дубаневич були Казімєж і Грабія Яблуновські. Їхній маєток складався з двора (фільварку), гумна, городу при дворі (2178 сажнів), городу при гумні (706 сажнів), саду за гумном (10353 сажні) і саду за двором (172 сажні). Вже в той час була дерев'яна церква, яка пізніше згоріла, і корчма. В селі було 187 дворів. Найбільшими землевласниками серед селян були Чопко Олекса, Мельник Степан, Дикі Микола, Уніят Павло, Коваль Іван, Касін Андрій, Набор Андрій, Ходорович Іван, Басараба Арсеній. (18; 6)
У 1880 році населення села становило 810 осіб, з них — 658 греко-католиків, 65 римо-католиків і 87 євреїв. Всіх господарств у селі було 137. Власницею фільварку була Марія Фредро. В її володінні було 684 морги 284 сажні землі. З них (моргів): 347 — ріллі, 57 — сіножатей, близько 6 — пасовищ і близько 258 — лісу. Селяни мали: 1036 — ріллі, 181 — лук і сіножатей та 1 — лісу.
Дерев'яна церква св. Покрови, одна з найстаріших в окрузі, в 1860-х роках згоріла. На деякий час село лишилось без церкви. В 1870 році Марія Фредро виділила дерево і найняла майстрів на побудову церкви, яка була освячена в 1892 році іменем святого отця Миколая. Церква збереглася і дотепер, а на її подвір'ї похована Марія Фредро, про свідчить пам'ятний знак з написом на її могилі. Поруч з церквою стоїть стара дерев'яна дзвіниця на три дзвони, яка вціліла під час пожежі церкви, побудована десь у 1860-х роках. З 1892 по 1990 рік церква була дочірньою і входила до складу парафії села Градівка. З 1963 по 1989 рік церква радянською владою була закрита, проте майно не було вивезено і знищено. З 1990 року утворено окрема парафія с. Дубаневичі.
Основним заняттям селян було землеробство і скотарство. Серед зернових культур, які тут вирощували, були жито, овес, ячмінь, пшениця. Серед домашніх тварин переважали корови, свині, коні. Село відоме було на всю округу своїм водяним млином (перша половина XIX ст.). Зерно на помол сюди возили не тільки мешканці Дубаневич, а й Гошан, Угрів, Вишні, Шоломинич, Ятвіг. Водяний млин працював до 1950 року, приміщення його збереглося до сьогоднішніх днів. Останніми приватними власниками були Альберт Антоній та Урбанський (1937—1939 рр.). Славилося село і своїми яблуневими садами; за яблуками в село приїздили купці зі Львова та Комарна.
Водяний млин на річці Вишня в с. Дубаневичі
Після смерті Марії Фредро власником села був Верось Бруніцький, який виїхав в Польщу після приходу радянських військ у 1939 році.
3 серпня 1911 року на засіданні шкільної крайової ради була прийнята постанова про організацію в Дубаневичах однокласної школи. Мова викладання була польська, проте на вимогу громади «мова руська» мала бути предметом навчання.

### За Польщі
За даними польських видань, в 1939 році в селі Дубаневичі проживало 1192 жителі (більше ніж у 2009 році). За даними місцевих жителів, на 01.01.1939 р. у селі було 1510 жителів, з них 1290 українців-грекокатоликів, 205 українців-римокатоликів, 5 поляків, 10 євреїв. Село належало до Рудківського повіту Львівського воєводства, входило до ґміни Гошани.

### За СРСР
Після приходу радянських військ у 1939 році в село почали приїздити агітатори колгоспного руху. Селяни досить упереджено ставились до цього. Але в 1940 році був утворений перший колгосп. Туди увійшли 12 сімей, серед них господарства Музики Миколи, Ладиги Петра, Гусака Григорія, Тарая Івана, Вільчковського Михайла, Чопка Копа, Словіка Яська, Ключника Григорія, Хамець Марії, Музики Петра, Грабовського Андрія. Головою новообраного колгоспу імені І.Франка було обрано місцевого жителя Блащука Дмитра. Колгосп зайняв частину найкращих земель барона Бруніцького, а також землі деяких селян. Правління розмістилось у панському фільварку. Та проіснував цей колгосп недовго — 2 липня 1941 року до села ввійшли німецькі війська.
З січня 1941 року розпочала роботу Дубаневицька сільська рада народних депутатів Рудківського району Дрогобицької області.
Про воєнний період історії села немає жодних письмових відомостей. Але залишились очевидці, які пам'ятають події сорокових років. На місці колишнього колгоспу було створене підсобне господарство, у якому працювали штатні працівники. Це господарство користувалось тільки колишніми панськими землями. Селяни і надалі залишались власниками своїх наділів. Під час німецької окупації в селі продовжувала працювати школа для дітей. Село особливо не постраждало від німців. За три роки перебування в селі німцями був розстріляний лише один селянин — комсомолець Клюк. Близько 150 жителів села пройшли фронтовими дорогами ІІ світової війни.
В червні 1944 року німецькі війська покинули територію села. В період з 1941 по 1944 рік у Німеччину було вивезено більше десятка молодих юнаків і дівчат на різні роботи. Під час відступу німецьких військ було зруйновано основні будівлі села, зокрема будинок Верося Бруніцького. Брали участь у цьому і місцеві жителі, які остерігалися того, що з приходом радянських військ і встановленням нової влади, приміщення будуть використані для колгоспу.
В повоєнні роки знову розгортається «рух за колективізацію». В село активно приїжджають радянські і партійні працівники агітувати за вступ до колективного господарства. Але вони не знаходили підтримки серед місцевого населення. З активними противниками колективізації почалася відверта боротьба з боку владних структур: селян залякували фізичними розправами, організовували перевірки та обшуки. Під час однієї з таких перевірок був убитий капітан НКВС Тамбов. Це сталося 14 грудня 1949 року. Цього ж дня ближче до вечора з села було вивезено 19 сімей у Сибір. Такого масового вивезення людей не було починаючи з 1947 року, коли почалися репресії — першою вивезеною в Сибір родиною була сім'я Григорія Чопка.
15 грудня 1949 року в село прибуло три вантажівки з партійними і радянськими працівниками. Ходячи від оселі до оселі, вони виводили господарів на вулицю і, погрожуючи зброєю, гнали селян в клуб, де кожен повинен був поставити свій підпис під тим, що він «добровільно» вступає в колгосп і передає сільськогосподарський інвентар в колективне користування.
Таким способом було проведено суцільну колективізацію в селі й утворено колгосп імені Ф. Дзержинського. Селяни, плачучи, поверталися з клубу додому і жваво обговорювали те, що сталось. Як згадують місцеві жителі, очевидці тих подій, заможні господарі вночі переводили корови до своїх братів, сестер, родичів, щоб худобу не забрали до колгоспу (в кого було більше одної корови, то забирали в колгосп). Із господарств селян, що були вивезені в Сибір, створювались корівники і конюшні. В стодолі Ключника Михайла було організовано конюшню, у хаті Іванціва Григорія влаштовано корівник, де стояло 20 корів. На корівники було переобладнано господарства Кіщака Івана, Басараби Миколи і Буця Василя.
Землю в селян було забрано. Дозволялось обробляти до 0,26 га власної землі. На ті гроші, що заробляли селяни в колгоспі, вижити було практично неможливо. Поступово почався відтік селян до міста, де можна було знайти більш-менш оплачувану роботу.
На початку 50-х років почався активний процес колгоспного будівництва. В селі були збудовані такі споруди: склад — 1950 рік, конюшня — 1951 рік, телятник — 1953 рік, свинарник — 1955 рік, курник — 1956 рік, кузня — 1957 рік. Жодної з цих споруд вже немає, що свідчить про низьку якість будівництва, адже ці об'єкти здавали в експлуатацію в основному в честь якоїсь з річниць від дня народження вождів або до чергового пленуму чи з'їзду КПРС.
28 листопада 1959 року з метою зміцнення колгоспного виробництва колгосп ім. Ф.Дзержинського був об'єднаний з колгоспом ім. Куйбишева (с. Шоломиничі), ім. Щорса (с. Градівка), ім. Вишенського (с. Вишня) в одне господарство ім. Щорса. Правління нового господарства було розміщене в селі Градівка. Колишні дрібні колгоспи залишились на правах бригад. Село Дубаневичі відносилось до бригади № 2, яка об'єднувала 350 дворів і займала площу 1096 га. 1963 року в бригаді № 2 нараховувалось 4 трактори і 3 зернозбиральні комбайни. Про рівень сільськогосподарського виробництва свідчать дані про врожайність основних культур. Наприклад, врожайність пшениці становила 13,6 ц/га, кукурудзи на зерно — 40 ц/га, картоплі — 93 ц/га, цукрового буряка — 136 ц/га.
З кінця 70-х років і до 1 липня 1998 року Дубаневичі належали до Вишнянського радгоспу-технікуму. 1 липня 1998 року на території села Дубаневичі створено державне сільськогосподарське підприємство (ДСП) «Дубаневицьке». Через два роки ДСП «Дубаневицьке» було реорганізоване у ССГ «Дубаневицьке», а згодом розпалось. При повній безконтрольності з боку органів місцевої влади майно було за безцінь продано, розкрадене, будівлі зруйновані.
В 50-60-х роках змінилися соціально-побутові умови жителів села. Так у 1955 році село було повністю електрифіковано. На початку 60-х років у школі з'явився перший телевізор; у селі вже було радіо.
У 1935 році в селі був збудований клуб, який проіснував до середини 70-х років, а в 1984 році збудовано новий Будинок культури на 400 місць, який тепер носить назву Народний дім «Просвіта».
В 1960 році побудовано крамницю, де працювало двоє продавців; вона досі обслуговує мешканців села.
З січня по червень 1941 року, з грудня 1944 по 1959 рік діяла Дубаневицька сільська рада, з 15 серпня 1959 року до кінця 1963 року село входило до складу Градівської сільської ради, а з січня 1964 по грудень 1993 року до складу Вишнянської сільської ради.
Жителі села брали участь у всіх подіях, які відбувалися в Радянському Союзі. Не стала винятком і війна в Афганістані. Десять юнаків села пройшли жорстоке горнило цієї війни: Ключник М. І., Музика М. Г., Щур М. І., Щур Б. І., Фалькевич В. М., Уніят Б. І., Яцишин І. М., Казєчко Б. І., Турок Я. М., Гусак М. І. На щастя, жоден з них не загинув. У ліквідації наслідків аварії на Чорнобильській АЕС брали участь жителі села Хамець М. І., Хамець І. П., Самець С. Ф., Чопко Г. А.
В післявоєнні роки значна увага приділялась розвитку соціально-культурної сфери в селі Дубаневичі. У 1964 році був зданий в експлуатацію новий корпус школи, у 1977 році побудований новий фельдшерсько-акушерський пункт, у 1984 році — Будинок культури, у якому працює філіал Городоцької районної бібліотеки.
У 60-90 роки XX століття значна частина працездатного населення була зайнята у сільському господарстві: працювали доярками, шоферами, трактористами, комбайнерами, членами рільничих бригад. Це становило приблизно 42 % працездатного населення. Більшість жителів працювало на заводах, підприємствах і установах міста Львова.

### Часи незалежності
1 січня 1994 року відновлено Дубаневицьку сільську раду, першим головою обрано місцевого жителя Чопка Ф. С. Зараз сільським головою Дубаневич вже другий термін поспіль Іванів Г. І. (14; 7)
Економічна криза 90-х років, занепад сільськогосподарського виробництва призвели до того, що тільки одиниці мешканців працюють у сільському господарстві. Почалися процеси трудової міграції; значна частина молодих працездатних людей виїхала на заробітки в Росію, Польщу, Італію, Іспанію, Грецію. Більшість з них так і не повернулися на Батьківщину. Несприятливі соціально-побутові умови в селі змусили мігрувати до міст молодь. Це стало одним із чинників зменшення населення села, створило загрозливу демографічну ситуацію, коли на двох померлих жителів приходиться один новонароджений. Якщо у 1990 році в селі Дубаневичі проживало 1422 особи, то станом на 1 січня 2009 року — 1185 осіб. Працездатне населення у 2009 році становило 728 чоловік, з них — тимчасово проживали і працювали в інших країнах — 51, в інших регіонах країни — 63. Станом на 1 січня 2009 року працювали 324 особи, у тому числі за межами населеного пункту 282 особи (у містах 199 осіб). Зайнято в сфері торгівлі — 9 осіб, зв'язку — 2, державного управління — 4, освіті — 20, охорони — 4, послуг — 11. У селі проживає 348 пенсіонерів, у тому числі — 6 інвалідів ІІ світової війни, 6 — учасників бойових дій.
Найстарішою жителькою села була Кравець Єва Андріївна, яка прожила 106 років (1899 — 05.03.2006) Зараз найстарішими жителями села є Нирка Василь Іванович, Гусак Софія Петрівна, Грабова Софія Василівна — 1916 р. н.
Народний дім «Просвіта» — один із найкращих в районі, дотепер відіграє роль культурного і просвітницького осередку села. Тут регулярно проводились сеанси кіно, ставили свої п'єси заньківчани, Чернівецький драматичний театр, виступали колективи художньої самодіяльності з навколишніх міст і сіл. Досить успішно працював драматичний та танцювальний гурток. Місцеві аматори сцени з успіхом виступали не тільки перед мешканцями села, а й навколишніх сіл. Саме тут у жовтні 1990 року був створений осередок громадської організації Народний Рух України. В залі «Просвіти» під час Помаранчевої революції у листопаді 2004 року відбувся мітинг на підтримку демократичних сил і кандидата в Президенти України В.Ющенка.
Слід відзначити значну роль школи у формуванні освітнього і культурного середовища села. Якщо до 1980 року у селі нараховувалось 6 жителів з вищою освітою, то тепер більше ста. Випускники Дубаневицької школи працюють в різних куточках України та Росії лікарями, журналістами, юристами, вчителями. Серед них слід відзначити керівника фармацевтичної фірми Вільчинського М. І., керівника будівельної фірми «Вікна-Стиль» Петричка І. І., Старокостянтинівського міжрайонного прокурора Гриньківа В. Б., знаного лікаря-хірурга м. Львова Уніята М. І., учителів — «Відмінників освіти України» Іванців Н. І., Маковецьку Г. І. та багатьох інших, хто своєю працею, розумом, уміннями вносить посильний вклад в розбудову Української держави. Саме в Дубаневичах був довгий час директором знаний свого часу педагог Назар О. І., звідси починав дорогу у педагогічне життя вже покійний нині директор Городоцької ЗОШ № 3 Цвях О. А. Школа дала стартовий зліт поетам-початківцям Тишкун Г. І., Кіщак І. Б., Маковецькій О. В., твори яких з'являються в періодичних виданнях. Учні школи успішно виступають на районних учнівських олімпіадах, спортивних змаганнях та мистецьких конкурсах; реалізують цікаві проекти як «Фольклор рідного села», «Історія села», «Історія школи», «Чисте джерело», «Наш сад».
У ХХ столітті ще досить довгий час у селі були розвинені народні промисли: плетіння виробів з лози, соломи, різьба по дереву, ткацтво. З часом більшість з них почали занепадати. Залишилось кілька майстрів, що роблять плетені вироби з лози, а також ті, що оформляють вироби різьбою по дереву. З покоління в покоління передають жінки досвід вишивання рушників, серветок, сорочок, подушок.
За останні роки невпізнанно змінилося село. Виросли нові будівлі мешканців, з'явилися дві нові вулиці. Ще у 1992 році село газифіковано. У 2008 році в основному закінчено заміну ліній електропередач та стовпів. Зростає добробут жителів села Дубаневичі. Проте залишається надзвичайно багато нерозв'язаних соціальних та економічних проблем. Ліквідація сільськогосподарського підприємства призвела до збільшення кількості незайнятого населення. Фактично в самому селі не організовано жодного матеріального виробництва. Незадовільно вирішується проблема із створенням нових робочих місць. В основному господарювання на селі звелося до натурального виробництва. Лише незначну частку виробленої продукції селяни реалізовують на ринках Львова, Рудок, Городка. Місцева влада швидше повинна знайти ефективного орендаря сільськогосподарських угідь. До сих пір невирішеною проблемою залишається будівництво нової школи, відкриття дитячого садка, пошти. Потребують капітального ремонту дороги. Багато мешканців чекають черги на встановлення телефонів. Потребує покращення і транспортне сполучення села з обласним центром.
Проте село має перспективи для соціального і економічного розвитку в майбутньому. Значні запаси газу на території села в перспективі будуть розроблятися. У 2008 році сесією Дубаневицької сільської ради прийнято рішення про відведення землі для влаштування піщаного кар'єру. У 2008 році виготовлено проектно-кошторисну документацію на добудову з реконструкцією Дубаневицької ЗОШ І-ІІ ступенів.
Село Дубаневичі має туристсько-рекреаційну перспективу. Мальовничі пагорби, гарні мішані ліси, стави, річка Вишенька — все це дає можливість розмістити бази відпочинку, розвивати зелений туризм. В комплексі з селами Градівка, Вишня, м. Рудки село Дубаневичі може бути включено в одноденний туристсько-краєзнавчий маршрут. Привабливими об'єктами для туристів стануть дерев'яна церква св. Миколая, водяний млин.

## Соціально-культурні об'єкти
- загальноосвітня школа І-ІІ ступенів (106 учнів станом на 01.01.09р.);
- Дерев'яна церква Св. Миколая[5];
- Народний дім «Просвіта» на 400 місць;
- сільська бібліотека;
- фельдшерсько-акушерський пункт і аптека.

Пам'ятники архітектури, історична та культурна спадщина: дерев'яна церква св. Миколая (1870—1892), дерев'яна дзвіниця (1845?), скульптури святого Яна та Матері Божої, водяний млин (І пол. XIX ст.).
Пам'ятки природи: липа(1870), плантації глоду пурпурово-червоного на Турковій гірці.
Кількість населення: 1185 осіб (станом на 01.01.2009 р.). Кількість господарських дворів: 348.

## Економіка
Кількість суб'єктів підприємницької діяльності: 8 (торгівля, вантажні перевезення, надання послуг).
Зайнятість населення: сільське господарство, будівництво, сфера обслуговування.
Корисні копалини: глина і пісок будівельний, торф, газ.

## Постаті
- Альберт Іван Збігнєвич (1977-2015), сержант ЗСУ, «кіборг»
- Басараб Михайло — вістун УПА, лицар Срібного хреста бойової заслуги УПА 2 класу.